# Spoorlijn La Chaux-de-Fonds - Glovelier
De spoorlijn La Chaux-de-Fonds - Glovelier is een Zwitserse spoorlijn van de voormalige spoorwegmaatschappijen Saignelégier–La Chaux-de-Fonds-Bahn (SC) en Régional Saignelégier–Glovelier (RSG) in het kanton Jura. Deze spoorlijn is sinds 1944 onderdeel van Chemins de fer du Jura (CJ).

## Geschiedenis
- Het traject La Chaux-de-Fonds - Saignelégier werd in 1892 door de Saignelégier–La Chaux-de-Fonds-Bahn geopend.
- Het traject Saignelégier - Glovelier werd in 1904 door de Régional Saignelégier–Glovelier als normaalsporige spoorlijn geopend. Na de fusie werd dit traject tussen 1948 en 1953 omgespoord tot meterspoor.

## Treindiensten
De treindienst van het personenvervoer en het goederenvervoer wordt uitgevoerd door de Chemins de fer du Jura (CJ).

## Aansluitingen
In de volgende plaatsen is of was er een aansluiting van de volgende spoorlijnen:

### La Chaux-de-Fonds
- Spoorlijn La Chaux-de-Fonds - Les Ponts-de-Martel
- Spoorlijn La Chaux-de-Fonds - Sonceboz
- Spoorlijn Neuchâtel - Morteau

### Le Noirmont
- Spoorlijn Tavannes - Le Noirmont

### Saignelégier
- Depot CJ

### Pré-Petitjean
- Depot La Traction, Museum spoorwegmaatschappij

### Glovelier
- Spoorlijn Delémont - Boncourt

## Elektrische tractie
Het traject werd geëlektrificeerd met een spanning van 1500 volt gelijkstroom.

## Foto’s

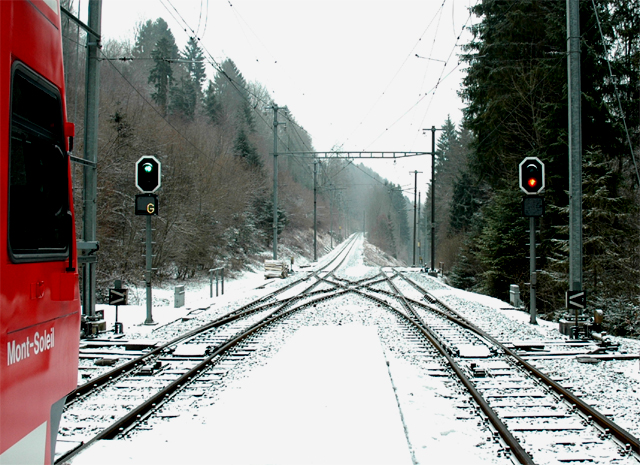
Kopstation Combe-Tabeillon. Het rechter spoor gaat naar Glovelier en het linker spoor gaat naar La Chaux-de-Fonds
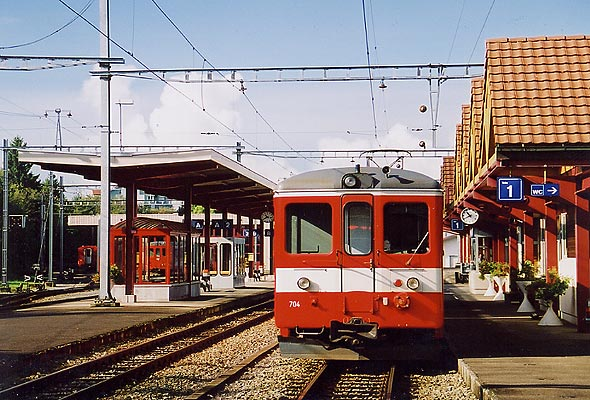
Station Saignelégier
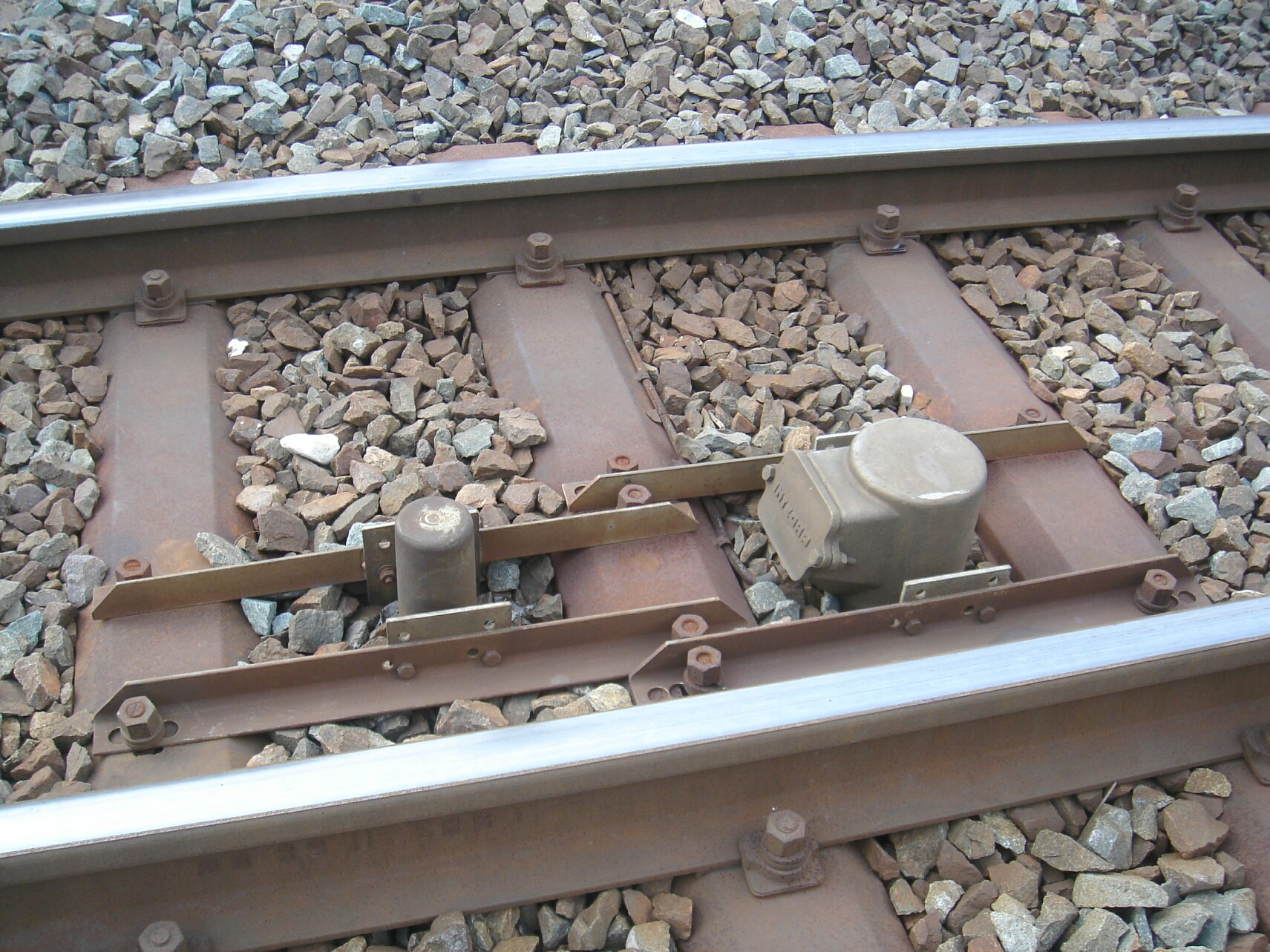
Treinbeinvloeding systeem ZST-90 (Zugstop) van de CJ

de voormalige spoorwegondernemingen Saignelégier-La Chaux-de-Fonds-Bahn (SC), Regional Porrentruy-Bonfol (RPB), Régional Saignelégier-Glovelier (RSG) en Tavannes-Le Noirmont-Bahn (CTN)